# Hmotnostní spektrometrie sekundárních iontů

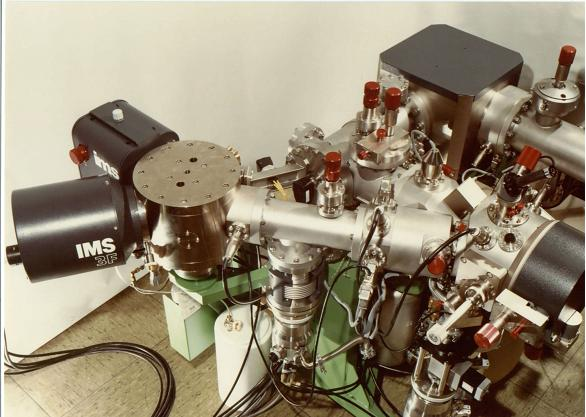
Podoba zařízení SIMS z roku 1980

Hmotnostní spektrometrie sekundárních iontů, anglicky Secondary ion mass spectrometry, zkráceně SIMS, je technika sloužící k analýze složení povrchů pevných látek a tenkých vrstev pomocí vyprašování povrchu bombardujícími ionty a shromažďováním (analyzováním) vyražených sekundárních iontů. Sekundární ionty emitované z povrchu materiálu pomocí "vyprašovacího" procesu se používají k analýze chemického složení materiálu. Tyto částice však představují jen malý zlomek částic emitovaných ze vzorku. Sekundární ionty se měří hmotnostním spektrometrem určující prvkové, izotopové, nebo molekulární složení povrchu. SIMS je jedna z nejcitlivějších analýz povrchů, která je schopna detekovat prvky, i když jsou přítomny řádově jen v nanometrových oblastech.

## Historie a vývoj metody
V roce 1910 britský fyzik Joseph John Thomson pozoroval emisi pozitivních iontů a neutrálních atomů z povrchu pevných látek vyvolanou bombardováním ionty. Vylepšená technologie vakuových pump ve čtyřicátých letech dvacátého století umožnila vyrobit první experimentální prototyp SIMS. Konstruktéry byli Herzog a Viehböck v roce 1949 na univerzitě ve Vídni. V šedesátých letech byly vyvinuty dvě SIMS aparatury nezávisle na sobě. Jedna z nich byla americký projekt pod vedením Liebel a Herzog, který byl sponzorován NASA, pro analýzu měsíčních útvarů. Druhý francouzsky projekt byl zahájen na univerzitě v Orsay R. Castaingem jako doktorandská práce G. Slodzianiho. Obě varianty přístroje byly později vyráběny, americký firmou GCA Corporation a francouzský firmou Cameca. Cameca se nachází v Paříži a je stále zapojena do výroby SIMS nástrojů ([www.cameca.fr]). Tyto první přístroje byly založeny na hmotnostním spektrometru využívající magnetické pole a jako primární paprsek iontů byl použit Argon. V sedmdesátých letech K. Wittmack and C. Magee vyvinuli novou verzi SIMS vybavenou kvadrupólovými hmotnostními analyzátory. Přibližně ve stejnou dobu A. Benninghoven uvedl metodu statické SIMS, kde je hustota primárních iontů tak malá, že jen nepatrný zlomek (obvykle 1%) povrchu svrchní vrstvy stačí pro úspěšnou povrchovou analýzu. Přístroje tohoto typu používají pulsně buzené primární zdroje iontů a 'time-of-flight' hmotnostní spektrometry. Poslední vývoj se zaměřuje na nové primární zdroje iontů jako je C 60 nebo shluk iontů zlata a bismutu.

## Schéma přístroje a popis funkce

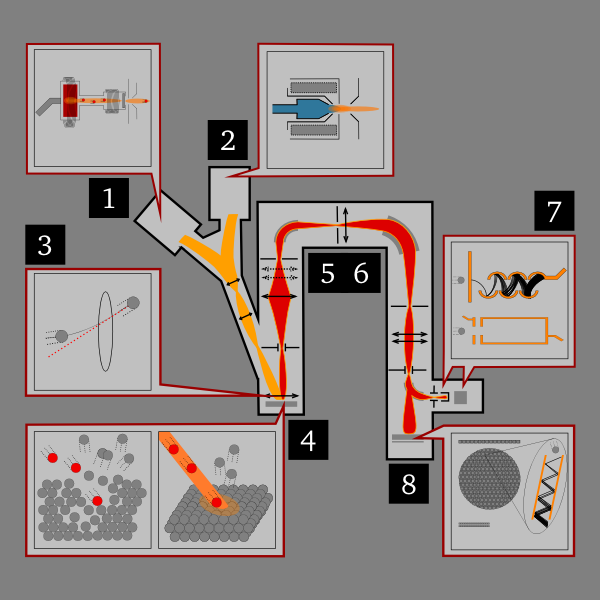
Typické schéma SIMS aparatury. Ionty s vysokou energií jsou urychlovány iontový dělem (1 or 2) a zaměřovány na zkoumaný vzorek látky (3), který se ionizuje. Tím jsou odprášeny atomy nebo ionty z povrchu látky. Tyto sekundární ionty jsou sbírány na "iontových čočkách" (5) a dále filtrovány podle atomové hmotnosti (6), následně jsou vedeny na elektronovou násobičku (7) nebo na CCD obrazovku (8).

Klasické SIMS zařízení se skládá z 1) iontového děla vytvářející primární paprsek iontů 2) iontové "sloupcové" dělo, zrychlující a směřující paprsek iontů na vzorek 3) komora o vysokém vakuu obsahující vzorek a sekundární čočky pro extrakci iontů 4) hmotnostní analyzátor separující jednotlivé ionty podle jejich poměru hmotnosti k náboji 5) ionty detekující jednotka.

### Požadavky na vakuum
SIMS vyžaduje vysoké vakuum s tlakem pod 10−4 Pascalů (zhruba 10 −6 mbarů nebo Torrů). Toto je třeba zajistit, aby sekundární proud iontů nereagoval s plyny na pozadí (vzduchem) na jeho cestě k detektoru (tento požadavek tedy znamená volnou cestu) a také zabraňuje kontaminaci povrchu vzorku adsorpcí částic plynu v průběhu měření.

### Zdroje primárních iontů
Existují tři základní typy iontových děl. V prvním z nich jsou ionty z plynných prvků obvykle generovány plazmatem (Duoplasmatrons) nebo elektronovou ionizací například vzácných plynů (Ar+, Xe+), kyslíku (O−, O2+). Tento typ paprsku je snadno ovladatelný a vytváří svazek iontů sice ne moc přesný, ale zato o vysoké energii. Druhým zdrojem ionizačního paprsku je používaný Cs+ proud iontů. Atomy cesia se vypařují přes porézní wolframovou ucpávku a ionizují se během odpařování. Je použitelný jak pro jemné zaměření, tak v režimu vysokého proudu (v závislosti na designu děla). Třetí, kapalné kovové iontové zdroje (liquid metal ion source (LMIG)), pracují s kovy nebo kovovými slitinami, které jsou kapalné při pokojové teplotě nebo lehce vyšší teplotě. Kapaliny kovů zahrnují wolframové hroty a emise iontů pod vlivem intenzivního elektrického pole. Zatímco zdroj z gallia je schopen pracovat s jednotlivými atomy gallia, nedávno vyvinuté zdroje pro zlato, indium a bismut umožňují použití slitiny, které sníží body tání dané látky. LMIG poskytují pevně zaměřitelné ionty nosníkového paprsku (<50nm) s mírnou intenzitou a je navíc jsou schopné generovat krátké impulsní svazky iontů. Jsou proto běžně používány ve statických SIMS zařízeních.
Volba druhů iontových zdrojů a iontového děla závisí na požadovaném proudu (pulsní nebo souvislý), na požadovaných rozměrech primárního iontového paprsku a na vzorku, který má být analyzován. Kyslík jako primární proud iontů je často používán k vyšetření na elektropozitivních prvků kvůli zvýšení pravděpodobnosti vytváření pozitivních sekundárních iontů, zatímco proud primárních cesiových iontů je často využíván při testech elektronegativních prvků. Pro krátké impulsní svazky iontů ve statickém SIMS je pouze LMIG použitelné, ale často je v kombinaci s kyslíkovým nebo cesiovým dělem.

### Analyzátory hmoty
V závislosti na druhu použité SIMS metody jsou k dispozici tři typy analyzátorů: segmentový, kvadrupólový a "time-of-flight". Segmentový spektrometr ( sector field mass spectrometer) využívá kombinaci elektrostatického a magnetického analyzátoru k separaci sekundárních iontů podle poměru jejich váhy a náboje. Kvadrupólový analyzátor (quadrupole mass analyzer) filtruje ionty v rezonujícím elektrickém poli, kterým projdou jen předem určené látky. Time of flight analyzátor hmoty odděluje ionty bez unášivého pole jen podle jejich kinetické energie. Tento analyzátor vyžaduje sekundární iontové dělo a je jediný, který dokáže detekovat všechny sekundárně generované ionty navzájem v jeden okamžik. Tento typ je standardně využíván pro statické SIMS zařízení.

### Detektory
Po dopadu iontu na elektronovou násobičku se generuje lavina elektronů, která vytvoří pulz, který může být přímo detekován. Další typ detektoru je mikrokanálový detektor, který funguje na podobném principu jako předchozí detektor, ale s rozdílem, že zesílení je menší. Naopak je ale lepší laterální rozlišení detekovaných iontů. Většinou se předchozí detektory kombinují s CCD kamerou nebo fluorescenčně citlivým detektorem.

## Limity detekce
Většinu stopových prvků lze detekovat, když dosahují ve zkoumaném vzorku hustoty od 1012 až 1016 atomů na krychlový centimetr. Toto číslo je ale dosti závislé na použité metodě, typu primárního svazku, analyzovaném vzorku atd. Velikost "odprášené" části povrchu je závislá na velikosti proudu a rozměrech paprsku z primárního iontového děla. A to je zase závislé na použití zdroje iontů (Cs+, O2−, Ga+ nebo skupiny Bi jako Bi32−).

## Statická a dynamická SIMS
V oborech zabývajících se analýzou povrchů je běžné rozdělení metody SIMS na statickou a dynamickou. Statická SIMS je spojena především s analýzou jednoatomárních vrstev na povrchu. K tomu se využívá pulzní iontové dělo a time of flight detektor hmoty. Na druhou stranu je dynamická SIMS zaměřena především na zkoumání objemu (má blízko k procesu odprašování látky). K tomu se využívá stejnosměrné primární iontové dělo a kvadrupólový analyzátor hmoty.

## Aplikace
- Této metody se využívá pro zkoumání sloužení látek a jejich příměsí. Hojně se tedy využívá ve spektrometrii.
- Používá se také pro zjišťování tloušťky vrstev molekul nebo prvků. Zkoumají se například vrstvy oxidu křemíku na syrovém křemíku, touto metodou lze zjistit šířku této vrstvy. Povrch vzorku se odprašuje a v detektoru zjišťujeme, jestli stále detekujeme ionty kyslíku. Až se přestanou tyto ionty detekovat, tak je jasné, že byla odprášena celá vrstvu oxidu křemíku. Tento čas je pak přímo úměrný tloušťce této vrstvy.